# No es que te extrañe
No es que te extrañe è un singolo della cantautrice statunitense Christina Aguilera quinto estratto dal nono album in studio Aguilera, pubblicato il 30 settembre 2022 da Sony Latin.
Il brano è stato candidato ai Latin Grammy Award alla registrazione dell'anno.

## Descrizione
No Es Que Te Extrañe è stata composta e registrata durante la sessione di registrazione di Aguilera per l'album all'inizio del 2021, assieme ai produttori Federico Vindver e Rafa Arcaute. La canzone è un pasillo, considerato lo stile musicale nazionale dell'Ecuador, Paese natale del padre dell'artista. La canzone è stata concepita in due atti: il primo atto è una tenera ballata con la sola voce della Aguilera e una chitarra acustica, mentre il secondo atto si contrappone al primo, caratterizzato da un pesante ritmo latino e da una maggiore energia.

Nel testo, Aguilera canta di aver chiuso con le violenze domestiche subite da lei e da sua madre nei primi anni di vita da parte del padre. La cantante canta di trovare la pace, la risoluzione e il perdono per il padre che l'ha allontanata dalla sua vita dopo il divorzio. La cantante ha raccontato il significato del brano:
(Christina Aguilera)

## Accoglienza
No Es Que Te Extrañe ha ricevuto recensioni positive da parte dei critici musicali, che hanno lodato la voce della Aguilera e il testo della canzone.
La rivista La Vanguardia si è complimentata con la Aguilera per aver dimostrato che ha la stoffa per elevarsi al di sopra dalla celebrità, mostrtandosi fragile e introspettiva. Jeff Benjamin della rivista Forbes la definisce «una delle canzoni più belle della sua carriera», trovando l'arrangiamento «malinconico», apprezzato per la scelta di attingere dal pasillo e dall'uso del requinto, in cui «parla di ricordi lontani e trova la pace con qualcuno con cui ha una storia complessa».

## Video
Il videoclip della canzone è stato diretto dalla stessa Aguilera assieme a Mike Ho. Il video mette in parallelo l'infanzia della Aguilera con quella del padre, facendo capire ad Aguilera che anche lui potrebbe aver vissuto una situazione conflittuale e di sofferenza.

## Tracce
Download digitale
Testi di Christina Aguilera, Edgar Barrera, Federico Vindver, Pablo Preciado, Rafa Arcaute, Yasmil Marrufo, musiche di Federico Vindver, Rafa Arcaute.
1. No Es Que Te Extrañe – 4:43